# Joan Bennett
Joan Bennettová (rodným jménem Joan Geraldine Bennettová, nepřechýleně Joan Bennett; 27. února 1910 Fort Lee, New Jersey, USA – 7. prosince 1990 Scarsdale, New York, USA) byla americká divadelní, filmová a televizní herečka. Během své 66leté kariéry se objevila v 75 filmech včetně několika němých filmů a nejvíce se proslavila rolemi femme fatale ve filmech noir režiséra Fritze Langa, se kterým spolupracovala na čtyřech snímcích.

## Mládí a kariéra

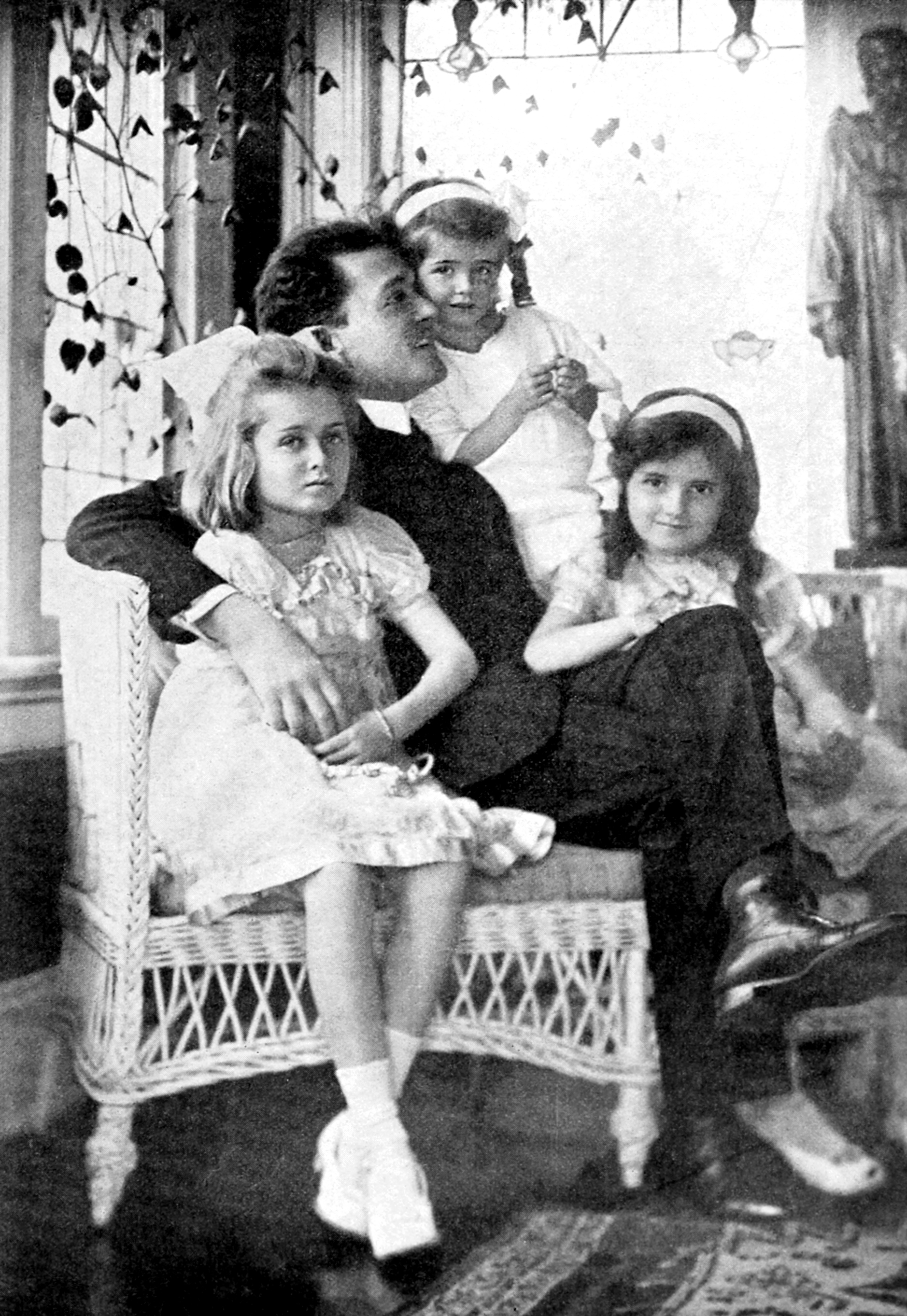
Richard Bennett se svými dcerami (zleva: Constance, Joan a Barbara)

### Dětství, studium a začátek kariéry
Joan Geraldine Bennettová se narodila 27. února 1910 ve městě Fort Lee ve státě New Jersey jako nejmladší ze tří dcer herce Richarda Bennetta a herečky Adrienne Morrisonové. Obě její starší setry Constance Bennettová a Barbara Bennettová se později staly také herečkami. Joan se poprvé objevila na stříbrném plátně již v šesti letech, v roce 1916, kdy spolu se svými rodiči a sestrami vystoupila v němém dramatu The Valley of Decision. Joan v mládí navštěvovala dívčí školu Miss Hopkins School for Girls na Manhattanu odkud poté přešla na internátní školu ve Waterbury a ve studiu nakonec pokračovala i na soukromé škole ve Versailles ve Francii. Již v 16 letech se také poprvé vdala, za Johna M. Foxe a o dva roky později se jí narodilo první dítě. Půl roku na to se však nechala rozvést, jelikož z jejího manžela se stal alkoholik.
Joan Bennetová debutovala v divadle v roce 1928, kdy se se svým otcem objevila na Broadwayi ve hře Jarnegan. Za dobu svého působení odehrála celkem 136 představení a od kritiků získala za své výkony poměrně kladné recenze. V osmnácti letech se opět vrátila i k filmům a její první zlomový snímek přišel v roce 1929. Mysteriózní thriller nesl název Bulldog Drummond a v hlavních rolí se objevili Ronal Colman a Lawrence Grant. S nástupem 30. let odstartovala i její kariéra a během let 1930 až 1932 střídala jednu filmovou roli za druhou. Zahrála si například v hlavní roli v muzikálu Loutka milionů (1930) produkovaném studiem United Artists nebo v dramatu Moby Dick (1930) s Johnem Barrymorem produkovaném studiem Warner Bros. V roce 1931 také uzavřela svou první smlouvu se studiem Fox Film Corporation (nyní 20th Century Fox) a v rámci ní se objevila například se Spencerem Tracym v romantickém dramatu She Wanted a Millionaire (1932), za které se ji dostalo nadšených recenzí. Podobně úspěšně dopadl i její další snímek s Tracym: romantické komediální drama Me and My Gal (1932). V raných letech své kariéry vystupovala Joan Bennettová také nejprve jako blondýna, což byla její přirozená barva vlasů.

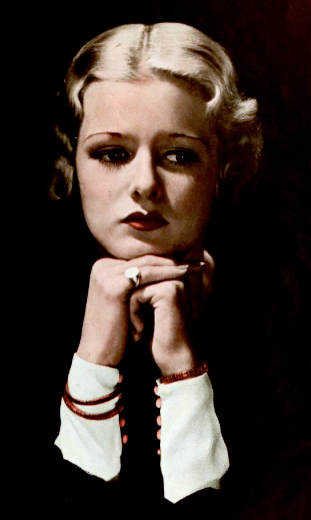
Joan Bennettová na obálce časopisu Photoplay v roce 1932.

### Vrchol kariéry
V roce 1933 studio Fox Film opustila a hned na to se objevila ve významném dramatu George Cukora Malé ženy (1933), kde se objevila společně s Katharine Hepburnovou, Francess Deeovou a Jean Parkerovou. Tento snímek značně ovlivnil její kariéru, neboť upoutala pozornost nezávislého producenta Waltera Wangera, který s ní začal spolupracovat a řídit její kariéru. Wanger jí také jako první navrhl, aby si nechala své blond vlasy obarvit na brunetu. Filmem Trade Winds (1938) tak začala další nová část její kariéry, kdy se její filmová osobnost proměnila ve svůdnou a okouzlující femme fatale.

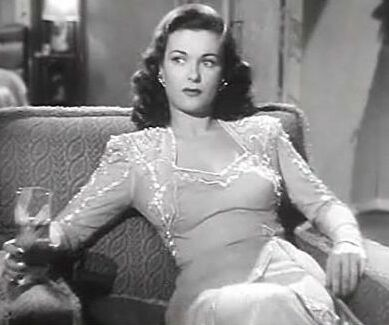
Joan Bennettová jako bruneta ve film noiru Žena za výlohou (1944).

Do konce 30. let si zahrála ještě ve dvou filmech, včetně dobrodružného historického filmu The Man in the Iron Mask (1939), kde po boku Louise Haywarda ztvárnila španělskou princeznu Marii Terezu. Do 40. let vstoupila dobrodružným filmem Zelené peklo (1940), kde si zahrála po boku Douglase Fairbankse Jr. a téhož roku také podstoupila konkurz k později velmi slavnému filmu Jih proti Severu. U producenta Davida O. Selznicka uspěla a dokonce se dostala až mezi čtyři finalistky zahrnující Jean Arthurovou, Paulette Goddardovou a Vivien Leighovou, která nakonec roli Scarlett O'Harové získala a vyhrála za ni svého prvního Oscara.
Na počátku dekády se Joan Bennettová objevila například v krimi filmu The House Across the Bay (1940), protinacistickém dramatu The Man I Married (1940) nebo dalším dramatu Wild Geese Calling (1941) s Henrym Fondou. Počínaje rokem 1941 také začala její dlouholetá spolupráce s režisérem Fritzem Langem, se kterým nakonec založila i vlastní produkční společnost Diana Productions a společně natočili ty nejvýznamnější filmy v její kariéře. Jejich prvním společným snímkem se stal thriller Man Hunt, kde se objevila v roli tajemné modelky, která pomůže hlavnímu hrdinovi (Walter Pidgeon) s úkrytem před nacisty.
Jejich druhým společným filmem se stal již charakteristický film noir Žena za výlohou (1944), kde ztvárnila osudovou ženu profesora v podání Edwarda G. Robinsona, který v sebeobraně zabije jejího žárlivého milence a následně se jeho těla pokusí zbavit. Po nálezu těla však začnou oba čelit neustálému strachu ze zrady i vydírání od vychytralého vrátného (Dan Duryea). Jejich třetím společným filmem se stal opět film noir s názvem Šarlatová ulice (1945), kde se v ústřední herecké trojici opět objevila s Edwardam G. Robinsonem a Danem Duryeou. Tentokrát Joan Bennettová ztvárnila prolhanou a povrchní milenku, která svede starého malíře a se svým milencem se ho pokusí využít k získání spousty peněz. Na své činy však doplatí všichni tři.

### Závěr kariéry
Až do konce 40. let udržela Joan Bennettová svou kariéru na vrcholu a mezi její další významné filmy patří například dobrodružný film The Macomber Affair (1947) nebo film noiry The Woman on the Beach (1947), Tajemství za dveřmi (1948), Hollow Triumph (1948) a Lehkovážný okamžik (1949). Joan Bennettová se v celovečerních filmech hojně objevovala až do roku 1956, kdy se začala více soustředit na televizi a do konce kariéry natočila už jen tři klasické filmy. Od 50. až do 80. let se nakonec objevila v 17 seriálech a pěti televizních filmech. Největší zásluhy má na hororovém seriálu Dark Shadows, kde se objevila ve 390 epizodách a obdržela za něj i nominaci na cenu Emmy.
| „                 | Na většinu filmů, které jsem natočila, moc nemyslím, ale být filmovou hvězdou bylo něco, co se mi velmi líbilo. | “ |
| — Joan Bennettová | |   |

## Skandál v prosinci 1951

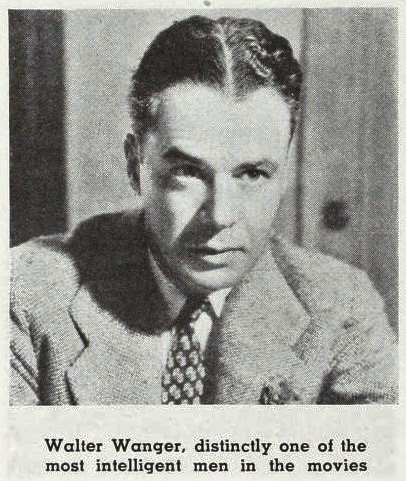
Walter Wanger, filmový producent a třetí manžel Joan Bennettové.

Dne 13. prosince 1951 se Joan Bennettová setkala se svým agentem Jenningsem Langem, který ji zastupoval již 12 let, aby si promluvili o nadcházející televizní show. Svůj kabriolet Cadillac zaparkovala na parkovišti za budovou hudební společnosti MCA a odjela s Jenningsem Langem v jeho autě. Její manžel Walter Wanger mezitím projížděl kolem a všiml si jejího zaparkovaného auta. O necelé dvě hodiny později jel stejnou cestou nazpátek a auto jeho manželky tam stále bylo, a proto se rozhodl, že na ni počká. O několik hodin později se Joan Bennettová s agentem Langem vrátila a když ji doprovodil k jejímu autu, Wanger po něm ze žárlivosti dvakrát vystřelil, přičemž ho zasáhl do pravého stehna a do rozkroku. Pistoli poté hodil do auta své manželky a odjel.
Joan Bennettová spolu s vedoucím čerpací stanice zraněného Langa odvezli k jeho osobnímu lékaři a poté do nemocnice, kde se zotavil. Její manžel byl následně vzat do vazby a byl nucen podstoupit několik výslechů. Joan Bennettová hned poté popřela, že by s Langem udržovala jiné než obchodní vztahy a také prohlásila, že se její manžel nedávno dostal do finančních potíží a byl na pokraji nervového zhroucení. Wanger byl nepodmíněně odsouzen na čtyři měsíce a po odpykání trestu se opět vrátil k výrobě filmů. Joan Bennettové se však pomalu přestalo dařit a filmové nabídky jí postupně ubývaly. Nadále se tak naplno věnovala výhradně divadelním turné po celé zemi. Manželé zůstali až do roku 1965.

## Osobní život a smrt

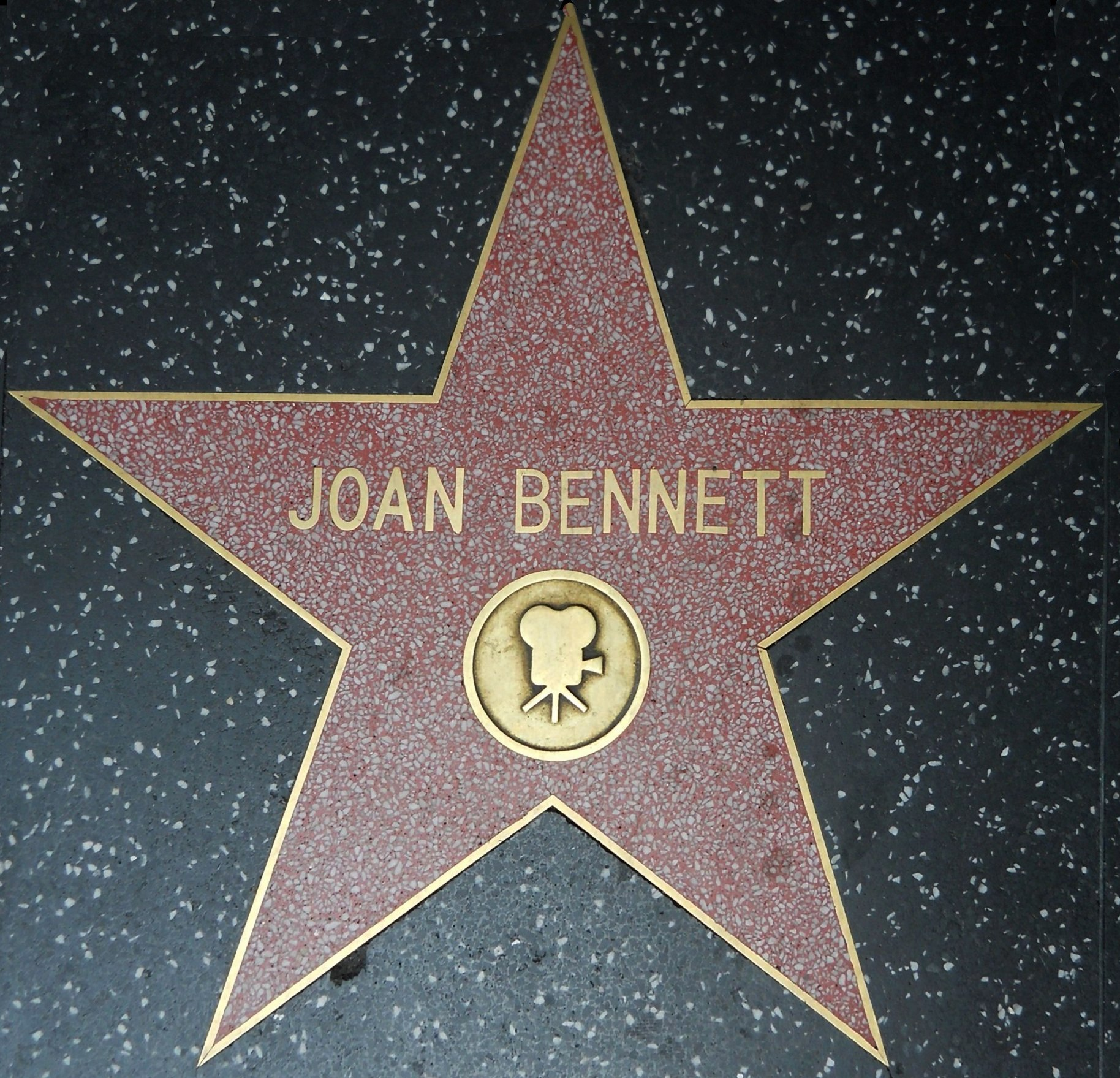
Hvežda Joan Bennettové na Holywoodském chodníku slávy.

### Manželství
1. John Marion Fox (15. srpna 1926–1928), dcera Adrienne Ralston Foxová
2. Gene Markey (1932–1937), dcera Melinda Markeyová
3. Walter Wanger (1940–1965), dcery Stephanie Wangerová a Shelley Wangerová
4. David Wilde (1978–zemřela 1990)

### Politické názory
Joan Bennettová byla aktivní členkou Hollywoodského demokratického výboru (Hollywood Democratic Committee) a Hollywoodské antinacistické ligy (The Hollywood Anti-Nazi League). Spoustu svého času a peněz také věnovala na podporu několika politických kandidátů (vč. Franklina D. Roosevelta, Johna F. Kennedyho i Roberta F. Kennedyho).

### Smrt
Joan Bennettová zemřela na selhání srdce 7. prosince 1990 ve věku 80 let ve svém domě ve Scarsdale ve státě New York.

## Filmografie

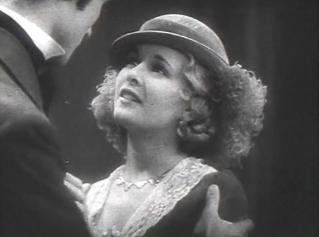
Ve filmu Disareli (1929).

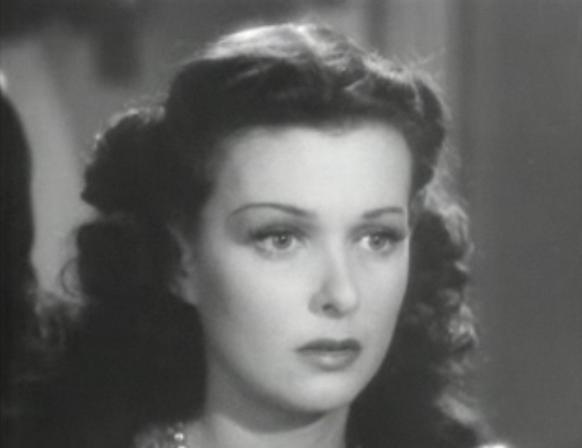
Ve filmu The Son of Monte Cristo (1940).

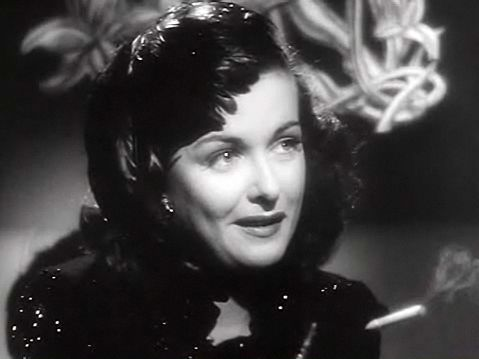
Ve filmu Žena za výlohou (1944).

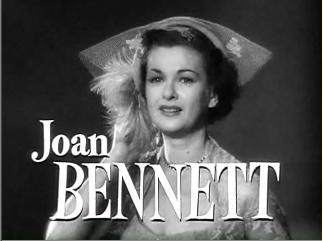
Ve filmu Father of the Bride (1950).

Kompletní filmografie podle fimových databází ČSFD a IMDb.

### Filmy
- 1916 The Valley of Decision (režie Rae Berger)
- 1923 The Eternal City (režie George Fitzmaurice)
- 1928 Power (režie Howard Higgin)
- 1928 Artisté (režie Paul L. Stein)
- 1929 Three Live Ghosts (režie Thorton Freeland)
- 1929 Nekorunovaná královna (režie Frank Lloyd)
- 1929 Mississippi Gambler (režie Reginald Barker)
- 1929 Disraeli (režie Alfred E. Green)
- 1929 Bulldog Drummond (režie F. Richard Jones)
- 1930 Scotland Yard (režie William K. Howard)
- 1930 Moby Dick (režie Lloyd Bacon)
- 1930 Maybe It's Love (režie William A. Wellman)
- 1930 Loutka milionů (režie Edward Sloman)
- 1930 Crazy That Way (režie Hamilton MacFadden)
- 1931 Many a Slip (režie Vin Moore)
- 1931 Hush Money (režie Sidney Lanfield)
- 1931 Doctors' Wivies (režie Frank Borzage)
- 1932 Wild Girl (režie Raoul Walsh)
- 1932 Week Ends Only (režie Alan Crosland)
- 1932 The Trial of Vivienne Ware (režie William K. Howard)
- 1932 She Wanted a Millionaire (režie John G. Blystone)
- 1932 Me and My Gal (režie Raoul Walsh)
- 1932 Careless Lady (režie Kenneth MacKenna)
- 1933 Malé ženy (režie George Cukor)
- 1933 Arizona to Broadway (režie James Tinling)
- 1934 The Pursuit of Happiness (režie Alexander Hall)
- 1934 The Man Who Reclaimed His Head (režie Edward Ludwig)
- 1935 Two for Tonight (režie Frank Tuttle)
- 1935 The Man Who Broke the Bank at Monte Carlo (režie Stephen Roberts)
- 1935 She Couldn't Take It (režie Tay Garnett)
- 1935 Private Worlds (režie Gregory La Cava)
- 1935 Mississippi (režie A. Edward Sutherland)
- 1936 Wedding Present (režie Richard Wallace)
- 1936 Two in a Crowd (režie Alfred E. Green)
- 1936 Thirteen Hours by Air (režie Mitchell Leisen)
- 1936 Big Brown Eyes (režie Raoul Walsh)
- 1937 Hollywood Party (režie Roy Rowland) – Krátkometrážní film
- 1937 Vogues of 1938 (režie Irving Cummings)
- 1938 Trade Winds (režie Tay Garnett)
- 1938 Texaští střelci (režie James P. Hogan)
- 1938 I Met My Love Again (režie Joshua Logan, Arthur Ripley, George Cukor)
- 1938 Artists and Models Abroad (režie Mitchell Leisen)
- 1939 The Man in the Iron Mask (režie James Whale)
- 1939 The Housekeeper's Daughter (režie Hal Roach)
- 1940 Zelené peklo (režie James Whale)
- 1940 The Son of Monte Cristo (režie Rowland V. Lee)
- 1940 The Man I Married (režie Irving Pichel)
- 1940 The House Across the Bay (režie Archie Mayo)
- 1941 Wild Geese Calling (režie John Brahm)
- 1941 She Knew All tke Answers (režie Richard Wallace)
- 1941 Man Hunt (režie Fritz Lang)
- 1941 Confirm or Deny (režie Archie Mayo)
- 1942 Twin Beds (režie Tim Whelan)
- 1942 The Wife Takes a Flyer (režie Richard Wallace)
- 1942 Girl Trouble (režie Harold D. Schuster)
- 1943 Margin for Error (režie Otto Preminger)
- 1944 Žena za výlohou (režie Fritz Lang)
- 1945 Šarlatová ulice (režie Fritz Lang)
- 1945 Nob Hill (režie Henry Hathaway)
- 1946 Colonel Effingham's Raid (režie Irving Pichel)
- 1947 The Woman on the Beach (režie Jean Renoir)
- 1947 The Macomber Affair (režie Zoltan Korda)
- 1948 Tajemství za dveřmi (režie Fritz Lang)
- 1948 Hollow Triumph (režie Steve Sekely)
- 1949 Lehkovážný okamžik (režie Max Ophüls)
- 1950 Nevěstin otec (režie Vincente Minnelli)
- 1950 For Heaven's Sake (režie George Seaton)
- 1951 The Guy Who Came Back (režie Joseph M. Newman)
- 1951 Jak je těžké být dědečkem (režie Vincente Minnelli)
- 1954 Highway Dragnet (režie Nathan Juran)
- 1955 We're No Angels (režie Michael Curtiz)
- 1956 There's Always Tomorrow (režie Douglas Sirk)
- 1956 Navy Wife (režie Edward Bernds)
- 1960 Desire in the Dust (režie William F. Claxton)
- 1970 House of Dark Shadows (režie Dan Curtis)
- 1977 Suspiria (režie Dario Argento)

### TV filmy
- 1972 Gidget Gets MarriedI (režie E. W. Swackhamer)
- 1972 Eyes of Charles Sand, The (režie Reza Badiyi)
- 1978 Suddenly, Love (režie Stuart Margolin)
- 1981 This House Possessed (režie William Wiard)
- 1982 Divorce Wars: A Love Story (režie Donald Wrye)

### Seriály
- 1951 Nash Airflyte Theatre (1 epizoda, režie Marc Daniels)
- 1951 Danger (1 epizoda, režie Hannah Grad Goodman)
- 1951 Somerset Maugham TV Theatre (2 epizody, režie Daniel Petrie)
- 1954 General Electric Theater (1 epizoda, režie Frank Wisbar)
- 1954 The Best of Broadway (1 epizoda, režie David Alexander)
- 1955 Climax! (1 epizoda, režie Allen Reisner)
- 1955–1956 The Ford Television Theatre (2 epizody, režie Fred F. Sears)
- 1957 Playhouse 90 (1 epizoda, režie John Frankenheimer)
- 1957 The DuPont Show of the Month (1 epizoda, režie John Frankenheimer)
- 1958 Pursuit (1 epizoda, režie Daniel Petrie)
- 1959 Too Young to Go Steady (7 epizod, režie Paul Bogart, Frank Pacelli, Peter Tewksbury)
- 1964 Mr. Broadway (1 epizoda, režie Alex March)
- 1965 Burke's Law (1 epizoda, režie Jerry Hopper)
- 1966–1971 Dark Shadows (režie (devět různých režisérů))
- 1970 The Governor & J.J. (1 epizoda, režie Alan Rafkin)
- 1971 Love, American Style (1 epizoda, režie Richard Michaels a Jim Parker)
- 1972 Dr. Simon Locke (1 epizoda, režie Gerald Mayer)